# Eguía
Eguía (en euskera y oficialmente Egia) es un barrio situado en la ciudad de San Sebastián, provincia de Guipúzcoa, en la comunidad autónoma de País Vasco, España.

## Situación

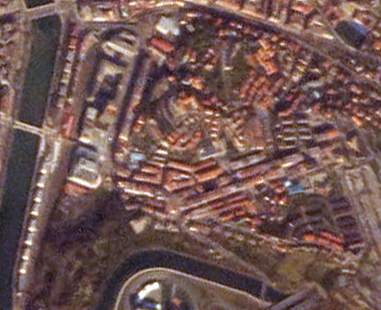
Vista aérea del barrio de Eguía.

Está situado en un alto en el este de San Sebastián. Eguía está formada por los terrenos comprendidos entre el río, Gros, Ategorrieta-Ulia, Intxaurrondo, Loiola. Abarca una superficie aproximada de 117 hectáreas.
El barrio está lleno de cuestas y escaleras y comprende:
- En la parte baja, la zona de Atocha y orilla del Urumea hasta el Puente de María Cristina, Puente de Hierro, Puente de Loiola y el de Amara.
- Las cuestas de la calle Eguía, Aldakonea, Jai-Alai y Loyola.
- La parte media, con dos ejes centrales: la calle Virgen del Carmen y la avenida de Ametzagaña.
- Y en las partes altas Aldakonea, Konkorrenea, Alai ondo, Alai alde, Alto de Eguía, Tolaregoia y zonas cercanas al cementerio.

## Zonas y barriadas
En 2003 el ayuntamiento de San Sebastián realizó una división de la ciudad en barrios o distritos. Dentro del barrio de Eguía se distinguieron las siguientes 7 unidades menores, sub-zonas o barriadas
- Paseo del Urumea: se trata de un paseo situado en la orilla derecha del Urumea, que va desde el Puente de Santa Catalina hasta el Puente de La Real Sociedad, teniendo como límite el río y las vías del tren. Incluye el paseo de Francia, una de las calles de la ciudad con mayor influencia arquitectónica francesa y más característicos del "área romántica" de la ciudad. Un parque rectangular de 3.000 metros cuadrados con jardines cuidados, palmeras y fuentes Wallace que discurre paralelo al río Urumea. Cierran el paseo siete villas palaciegas que se alinean en paralelo al río. Este conjunto fue construido en la segunda mitad de la década de 1920 aprovechando espacio ganado al río Urumea tras la canalización del río. Presenta una interesante variedad que recoge influencias de los hoteles franceses del siglo XIX, haciendo reinterpretaciones del estilo barroco o de las tradiciones arquitectónicas regionales. Detrás de las siete villas del paseo de Francia discurre la avenida de Francia cuyos números pares constituyen las citadas villas y los números impares una hilera de casas más modernas construidas entre la calle y las vías del ferrocarril. Esta avenida nació en 1891 bajo el nombre de paseo de la Estación. Desde 1904 se ubicó aquí una villa señorial conocida como "Maison de France", donde se situaba el Consulado de Francia en San Sebastián, la Cámara de Comercio Francesa y el Liceo Francés. Este hecho y el interés del ayuntamiento en resaltar los lazos de fraternidad existentes entre San Sebastián y el país vecino, motivaron que el paseo de la Estación fuera rebautizado como paseo de Francia en 1913. El Liceo Francés estuvo ubicado en esta calle hasta su cierre en 1998. La estación de tren se ubica también en la parte final de esta avenida. En esta zona habitan unas 450 personas. El paseo de Federico García Lorca es la prolongación del paseo de Francia más allá del Puente de María Cristina, hasta el Puente de Mundaiz (construido en el año 2000). Un paseo peatonal a orillas del río. En la década de 1990 se construyeron bloques de viviendas de protección oficial que cierran este paseo por uno de sus lados. En esta zona habitan unas 550 personas.
- Atotxa: separada del Urumea por las vías del tren del río, hace frontera con el barrio de Gros. Incluye la Tabacalera, la Estación de San Sebastián, la estación de autobuses y el Juzgado de Atotxa.
- Mundaitz: ocupa la mayor parte de una península situada en el último meandro del río Urumea, separada del paseo del Urumea por la trinchera del ferrocarril. Toma su nombre de un antiguo caserío ubicado en el lugar.[3] Incluye la totalidad del parque de Cristina-Enea, el colegio Mundaiz y el campus de San Sebastián de la Universidad de Deusto.
- Iruresoro: forma la parte central del barrio, siendo la zona más densamente construida y poblada. Destacan la calle Egía, la calle Virgen del Carmen y la calle Ametzagaña. Debe su nombre a una promoción inmobiliaria de 600 viviendas que se inauguró en 1958 conocida originalmente como "Poblado de Iruresoro", por el nombre de sus  dos promotores que se apellidaban Iruretagoyena y Dorronsoro.[4]
- Aldakonea: toma el nombre de la calle homónima, una de las dos zonas centrales del barrio y con cuestas muy pronunciadas.
- Jai-alai la más extensa de las zonas, hace frontera con los barrios de Gros, Ategorrieta-Ulia e Intxaurrondo.
- Tolaregoia con el río como frontera natural, linda con Intxaurrondo y Loyola.

## Historia

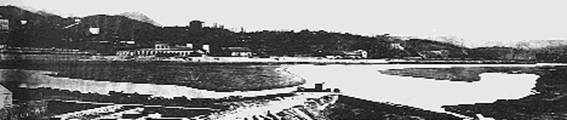
Barrio Eguía desde la orilla del río Urumea.

Eguía debe su nombre al caserío así llamado existente en la zona. Este terreno fue ocupándose por caseríos, cuyos habitantes cuidaban de las huertas cercanas, casi siempre de su propiedad y atendían a las necesidades de los donostiarras en los distintos mercados de la ciudad. Algunos caseríos como Polloe-Enea, Konkorrenea, Aldakonea, Aldapa, Mundaiz, Alkolea, etc. legaron sus nombres al cementerio así como a diferentes calles. Así pues, el barrio hasta el primer tercio del siglo XX estaba dedicado principalmente a la agricultura.
La construcción de distintas obras que se fueron realizando a través de los años en los solares de Eguía marcaron la futura configuración del barrio:
- La inauguración del ferrocarril el 15 de agosto de 1864.
- La plaza de toros de Atocha, construida en el año 1869.
- El Frontón Moderno, inaugurado el 21 de mayo de 1877.
- La inauguración del cementerio de Polloe en 1887, clausurándose el hasta entonces existente en el barrio de San Martín.
- El surgimiento de la fábrica de tejas en 1903.
- La inauguración del campo de fútbol de la Real Sociedad en 1913, el campo de fútbol de Atocha.
- La inauguración de la fábrica de tabacos en 1913.[5]
- La recepción del legado del parque de Cristina Enea por parte del duque de Mandas al ayuntamiento en 1917.

Con la construcción del cementerio se abrieron varios talleres de marmolería. En el año 1932 se creó la Casa de la Maternidad en la cuesta de Aldakonea, en donde ahora se sitúa el Centro de Nazaret. En el comienzo del segundo tercio de este siglo se iniciaron las primeras urbanizaciones en la parte baja, Atocha y cuesta de Eguía.
Su evolución más importante empieza en la década de los cincuenta ante la falta de espacio en el centro de San Sebastián para la proyección de nuevos ensanches. Coincide esta proliferación en las construcciones con una numerosa inmigración que, en gran número, busca alojamiento en el barrio, debido a sus viviendas más económicas. En este crecimiento no se respetaron las normas urbanísticas ni se previó ningún tipo de equipamiento para el barrio. Varias zonas situadas en Eguía llegaron a constituir pequeñas barriadas como Atocha, San Francisco Javier, Alai Ondo, Alai Alde, Baztan, Aldakonea y tienen su historia propia cuyo origen está basado en algunos casos en los caseríos allí ubicados con anterioridad.
Durante la década de 1950 había poca actividad sociocultural en el barrio. Existían dos sociedades gastronómicas, Donosti-Gain y Ur-Zaleak, que organizaban las fiestas patronales: El Coro y Madalenas. En 1970 la población del barrio era de unos 19000 habitantes, bastante superior a la actual. Había más de 2500 trabajadores, principalmente jóvenes, que vivían en habitaciones alquiladas. En esta década aumenta la actividad sociocultural en el barrio, empezando a resurgir, además, el movimiento vascoparlante que estaba reducido a pequeños grupos. Un acontecimiento muy importante fue la creación de la ikastola Aitor en 1967 por un grupo de padres y madres que ve crecer rápidamente el número de alumnado. Otro grupo crea una gau-eskola para euskaldunizar a la gente del barrio.
Un hecho importante, ocurrido en 1979, es la muerte de la conocida ecologista Gladys del Estal en una marcha contra las centrales nucleares y las Bardenas. Una gran parte del barrio se llevó una gran conmoción con este hecho y tomó parte activa en las movilizaciones que se realizaron. En 1982 surgen las fiestas de los Porrontxos, que de una forma abierta y paulatina va incorporando a la gran mayoría de la juventud del barrio que se van organizando por cuadrillas. Desaparecen las fiestas del Coro.
Se realiza la ampliación de la ikastola como continuación del parvulario, lo que repercute de forma importante en la escolarización del barrio. Surge, en varias etapas, una coordinadora de entidades, que se preocupa sobre todo de los problemas urbanísticos.

## Elecciones autonómicas 2012
El 21 de octubre de 2012 se celebraron Elecciones al Parlamento Vasco. Estos fueron los resultados en el barrio donostiarra de Eguía.
| Elecciones autonómicas, 21 de octubre de 2012 |       |
| Partido                                       | Votos |
| BILDU                                         | 2.180 |
| EAJ-PNV                                       | 1.768 |
| PSE-EE                                        | 1.693 |
| PP                                            | 852   |
| IU                                            | 265   |

## Demografía

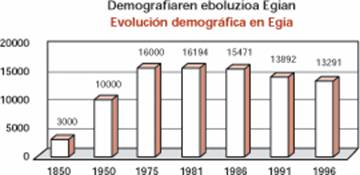
Evolución demográfica de Eguía.

No existen datos fehacientes, pero parece ser que de unos 3.000 habitantes en 1850, se pasa a una población de unos 10 000 en 1950, alrededor de 16.000 en 1975, 16.184 en 1981, 15.471 en 1986 y 13.892 en 1991, habiendo bajado a unos 13.300 posteriormente según el padrón de 1996.

## Callejero
- Alaiondo, Grupo / Alaiondo Auzunea (1982)
- Aldakoenea, calle de / Aldakoenea Kalea (cuesta de Aldaconea; Aldakoenea, 2014)
- Aldapa, calle de / Aldapa Kalea (Camino de Aldapa, 1975)
- Aldapabide, calle de / Aldapabide Kalea (calle de Aldapa Bide, 1982)
- Alkolea, calle de / Alkolea Kalea (parque de Alcolea, 1975; calle Alkolea, 1998)
- Alkolea, Pasaje de / Alkolea Pasaia (Pasaje de Alcolea, 1975)
- Ametzagaña, calle de / Ametzagaña Kalea (Avda.Ametzagaña, 1975; C/Ametzagaña, 1998)
- Baztan, calle del / Baztan Kalea (avenida del Baztán, 1982; calle del Baztan, 1998)
- Blas de Otero, plaza de / Blas de Otero Plaza (2010)
- Campo de Atotxa, plaza del / Atotxako Zelaia Plaza (plaza de Hirutxulo, 1998; 2011)
- Cigarreras, plaza de las / Andre Zigarrogileen Plaza (2015)
- Cristina-Enea, parque de / Cristina-Enea Parkea (1926)
- Duque de Mandas, paseo del / Mansako Dukearean Pasealekua (San Francisco; Atocha; Duque de Mandas, 1926)
- Egia, Calzada de / Egia Galtzada (Calzada de Eguía, 1975)
- Egia, calle de / Egia Kalea (calle de Eguía, 1975)
- Euskadi, plaza de / Euskadi Plaza (plaza de Vasconia, 1913; plaza del 13 de septiembre, 1948; plaza de Euskadi, 1979)
- Federico García Lorca, paseo de / Federico Garcia Lorca Pasealekua (1998)
- Francia, paseo de / Frantzia Pasealekua (paseo de la Estación, 1891, paseo de Francia, 1913)
- Gabriel Aresti, calle de / Gabriel Aresti Kalea (1992)
- Gladys del Estal, Pasarela de / Gladys del Estal Pasabidea (2009)
- Iradiene, calle de / Iradiene Kalea (1988)
- Iruresoro, Pasaje de / Iruresoro Pasala (1975)
- Iruresoro, plaza de / Iruresoro Plaza (1975)
- Iztueta, calle de / Iztueta Kalea (calle de la Beneficencia; Iztueta, 1921)
- Jaialai, calle de / Jaialai Kalea (Camino de Jai Alai, 1956)
- José Antonio Agirre, Puente de / José Antonio Agirre Zubia (2005)
- Kapitaiñene, calle de / Kapitaiñene Kalea (1988)
- Konkorrenea, calle de / Konkorrenea Kalea (Camino de Concorrenea, 1975)
- Luis Martín Santos, plaza de / Luis Martin Santos Plaza  (1995)
- Maestro Arbós, paseo del / Arbos Musikariaren Kalea (1941)
- Maldatxo, calle de / Maldatxo Kalea (Camino de Maldatxo, 1988)
- María Cristina, Puente de / Maria Cristina Zubia (1904)
- María Dolores Agirre, calle de / Maria Dolores Agirre Kalea (1998)
- Mikel Laboa, Pasarela de / Mikel Laboa Pasabidea (2009)
- Mundaitz, calle de / Mundaitz Kalea (paseo de Mundaiz, 1975)
- Mundaiz, Puente de / Mundaiz Zubia (1998)
- Néstor Basterretxea, plaza de / Nestor Basterretxea Plaza (2014)
- Pedro Cormenzana, calle de / Pedro Cormenzana Kalea (1992)
- Polloe, plaza de / Polloe Plaza (1993)
- Real Sociedad de San Sebastián, Puente de la / Donostiako Reala Zubia (2010)
- Río Bidasoa, calle del / Bidasoa Ibaia Kalea (1975)
- Río Deba, calle del / Deba Ibaia Kalea (Río Deva, 1975)
- Río Oiartzun, calle del / Oiartzun Ibaiaren Kalea (1988)
- San Cristóbal, calle de / San Kristobal Kalea (1975)
- San Francisco Javier, calle de / San Frantzisko Xabier Kalea (1951)
- Sibilia, calle de / Sibilia Kalea (Txibili, 1982; Sibilia, 1993)
- Tejería, calle de la / Tejeria Kalea (1975)
- Teresa de Calcuta, plaza de / Kalkutako Teresa Plaza (1998)
- Tolaregoia, calle de / Tolaregoia Kalea (1992)
- Tturkoene, calle de / Tturkoene Kalea (Txurkoene, 1982, Tturkoene,1992)
- Ur Zaleak, Pasaje de / Ur Zaleak Pasaia (1975)
- Urumea, paseo del / Urumea Pasealekua (¿?)
- Virgen del Carmen, calle de la / Karmengo Andra Mariaren Kalea (1956)
- Xabier Aizarna, paseo de / Xabier Aizarna Pasealekua (2000)
- Zubiaurre, paseo de / Zubiaurre Pasealekua (1975)
- Zuhaizti, plaza de / Zuhaizti Plaza (1998)

## Personas destacadas
- Duque de Mandas
- José María San Sebastián
- Arantxa Urretabizkaia